# Митицыно
Митицыно — деревня в Шекснинском районе Вологодской области.
Входит в состав сельского поселения Домшинского, с точки зрения административно-территориального деления — в Домшинский сельсовет.
Расстояние по автодороге до районного центра Шексны — 30 км, до центра муниципального образования Нестерово — 0,5 км. Ближайшие населённые пункты — Кожевниково, Домшино, Глобена, Коншево, Нестерово, Вотерка.
По переписи 2002 года население — 164 человека (79 мужчин, 85 женщин). Преобладающая национальность — русские (99 %).